# 마석중학교
마석중학교(磨石中學校)는 대한민국 경기도 남양주시 화도읍 창현리에 위치한 공립 중학교이다.

## 학교 연혁
- 1998년 3월 1일 : 마석중학교 설립인가(학년당 4학급, 총 12학급)
- 1998년 3월 1일 : 초대 김철우 교장 취임
- 2001년 2월 15일 : 제1회 졸업식(4학급 190명, 누계 190명)
- 2023년 9월 1일 : 제11대 오칠근 교장 부임
- 2024년 1월 8일 : 제24회 졸업식(10학급 320명, 누계 7,910명)
- 2024년 3월 4일 : 제27회 입학식(11학급 362명)

## 참고 자료
- 마석중학교 - 한국교육학술정보원 학교알리미